# Franklin (Arizona)
Franklin – jednostka osadnicza w Stanach Zjednoczonych, w stanie Arizona, w hrabstwie Greenlee.